# Ewelina Cała-Wacinkiewicz
Ewelina Agnieszka Cała-Wacinkiewicz (ur. 21 marca 1977) – polska prawniczka specjalizująca się w prawie międzynarodowym, dziekan Wydziału Prawa i Administracji Uniwersytetu Szczecińskiego w kadencji 2020–2024.

## Życiorys
Od ukończenia studiów prawniczych na Uniwersytecie Szczecińskim (2001) związana zawodowo z tą uczelnią; początkowo w charakterze asystenta, a od 2006 roku – adiunkta. Była także zatrudniona w Państwowej Wyższej Szkole Zawodowej w Gorzowie Wielkopolskim (2006–2014) oraz PWSZ w Wałczu (2014–2017).
Stopień doktora habilitowanego uzyskała w 2018 roku na US.
W latach 2007–2014 pełniła kolejno funkcje dyrektora  Instytutu  Administracji  i  Bezpieczeństwa  Narodowego PWSZ w Gorzowie Wielkopolskim oraz p.o. dziekana Wydziału Administracji i Bezpieczeństwa Narodowego na tej uczelni.
W latach 2019–2020 pełniła obowiązki dyrektora Instytutu Nauk Prawnych US. Uchwałą z 18 grudnia 2020 roku komisja konkursowa jednogłośnie wskazała Ewelinę Całą-Wacinkiewicz jako kandydatkę na nowego dziekana Wydziału Prawa i Administracji Uniwersytetu Szczecińskiego. Akt powołania na to stanowisko odebrała z rąk rektora 23 grudnia. Funkcję tę pełni od 1 stycznia 2021, równolegle z funkcją dyrektora INP.